# VSM Group AB
|  | Aquest article tracta sobre sobre les màquines de cosir Husqvarna. Si cerqueu la marca comercial, vegeu «Husqvarna AB». |

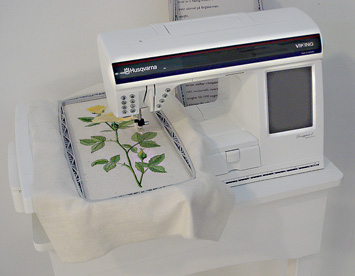
Màquina de cosir Husqvarna Viking

VSM Group AB (Viking Sewing Machines) anteriorment anomenada Màquines de cosir Husqvarna és una empresa amb seu a Huskvarna, Suècia.
Fundada el 1872, la companyia és coneguda sobretot per les seves màquines de cosir i overlocks "intel·ligents" (computeritzats) sota les marques Husqvarna Viking i Pfaff. La marca VSM produeix diverses línies de màquines de cosir, les millors de les quals són les sèries Designer i les més senzilles són les mecàniques (no computeritzades) Huskystars. Les màquines de cosir canvien cada any més o menys quan els experts creen les actualitzacions. El febrer del 2006 VSM Group fou comprat per Kohlberg & Company, que ja posseïa la marca Singer. Singer i VSM Group s'han fusionat en una companyia anomenada SVP Worldwide, la seu central de la qual es troba a Hamilton (Bermudes), on les inicials reflecteixen les marques Singer, Viking i Pfaff.